# Джандуйото
Джандуйòто (на италиански: Gianduiotto или giandujotto, на пиемонтски giandojòt) е шоколадов бонбон във формата на обърната лодка, направен с шоколад Джандуя, който се произвежда в Торино, Северна Италия. Обикновено е опакован в златиста или сребриста хартия.
Получава се чрез смесване на какао и захар с известния лешник Тонда Джентиле дел Пиемонте, известен със своето качество. Включен е сред традиционните хранително-вкусови продукти на регион Пиемонт.

## История
Според някои Джандуйото е произведен за първи път от известната торинска сладкарска компания Кàфарел (Caffarel) във фабриката в квартал Борго Сан Донато в Торино и е представено на обществеността на карнавала през 1865 г. от торинската маска Джандуя, чието име носи, която раздава бонбоните по улиците на града.
Произходът му според тази версия може да се свърже с конкретни историко-политически причини: с Наполеоновата блокада (т. нар. Континентална блокада от 1806 г.) количествата какао, които достигат до Европа, намаляват и се оскъпяват, но търсенето на шоколад продължава да се увеличава. Тогава майсторът на шоколад Микеле Проше решава частично да замени какаото с продукт, който е доста разпространен в района: лешника от сорт „Тонда джентиле деле Ланге“ със силен и деликатен вкус. През 1832 г. Пиер Пол Кафарел пристига в Торино и заедно с Микеле Проше усъвършенства баланса между шоколад и лешници. Така се създава дживу (givù), първоначална реализация на Джандуйото. Сместа за бонбоните се състои от препечени и смлени лешници (чрез рафиниране лешникът става крем, защото съдържа масло), какао, какаово масло и захар.
Според някои тази историческа реконструкция не е лишена от слаби места. По отношение на Континенталната блокада цената на захарта, важна съставка на джандуя, също се увеличава значително. Освен това през 1905 г. в Италианския алманах се появява дълга статия от анонимен автор. В определен момент, във връзка с фабриката Таймоне на ул. Балбис, четем, че „[...] от нея излизат всеки ден за Италия и за износ, който е огромен, огромни количества от известния Шоколад на пирамидите, и вкусни и ободряващи джандуйоти (старо творение на тази къща), […]“.

## Производство
Тъй като голямото количество лешници в тестото не позволява бонбонът да се произвежда във форми, дълго време джандуйото-то се реже на ръка.
Днес има два противоположни метода за производството му: екстрадиране и леене. Джандуйото-то, произведено чрез екстрадиране, се отлива директно върху плочи без използване на форми, с машини, проектирани и произведени ad hoc. Тази техника позволява да се произвеждат джандуйоти с определена консистенция: нито твърде течна, нито твърде твърда. Отлятото джандуйото е много по-индустриално, с по-нисък процент шоколад и е по-твърдо, тъй като се налага да се отдели от формата.
Джандуйото е първият индивидуално пакетиран шоколадов бонбон.

## Производители
Кàфарел депозира търговската марка Gianduia и все още е единствената компания, която може да отпечатва лицето на маската Джандуя върху опаковката. Други шоколадови компании също произвеждат джандуйоти, напр. Перниготи, Стрелио, Пейрано, Дзикат, Фелети, Нови, Венки, Ла Суиса и Боргодор, както и всички малки торински шоколадови магазини като Балезио Чоколато и Бабини Чоколато Артиджанале, които все още произвеждат джандуйоти, нарязани на ръка.

## Рекорд
Най-голямото джандуйото в света е направено от компанията Нови, за да бъде изложено в Торино в рамките на събитието Eurochocolate през 2001 г. То е с размери 2 метра височина, 4 метра дължина и 1 метър ширина с тегло от четиридесет квинтала (1 квинтал = 100 кг), и е в резултат на 150 часа работа.